# Bildaufnahmeröhre
Eine Bildaufnahmeröhre ist eine Elektronenröhre, die ein optisches Bild in elektrische Signale wandelt. Bildaufnahmeröhren können grundlegend nur Signale für einfarbige Bilder erzeugen, für das Farbfernsehen ist eine vorgeschaltete Optik mit Farbfiltern oder ein Streifenfilter mit entsprechender elektronischer Umschaltung notwendig.
Bildaufnahmeröhren wurden größtenteils durch CCD-Sensoren verdrängt.

## Funktion
Eine Bildaufnahmeröhre besteht grundlegend aus
- einer Photokathode, auf die auf optischem Weg das zu wandelnde Bild projiziert wird,
- aus einer Abtasteinrichtung, die dieses der Belichtung äquivalente Ladungsbild der Photokathode in ein zeitdiskretes Signal wandelt.

## Arten von Bildaufnahmeröhren
Die oben beschriebene Wandlung des optischen in ein Ladungsbild haben alle Bildaufnahmeröhren gemeinsam. Die Unterschiede finden sich in den konstruktiven Details.

### Ikonoskop
Das Ladungsbild wird bei diesem Typ über eine Anordnung kleiner Kondensatorzellen erzeugt, die aus lichtempfindlichem Material (Caesium) bestehen. Diese Schicht vereint also Photokathode und Speicherung des Ladungsbildes. Dieses Ladungsbild wird über einen Elektronenstrahl zeilenweise abgetastet. Die unterschiedliche Aufladung der Kondensatoren ergibt einen unterschiedlichen Strom bei der Umladung der Kondensatorzellen und damit das elektrische Signal.
Das Ikonoskop ist durch seine mechanische Ausbildung recht empfindlich gegenüber Effekten von Sekundärelektronenemission. Das Rieselikonoskop kompensierte diese Störeffekte durch Berieselung der Kondensatorzellenplatte mit separat erzeugten Elektronen.

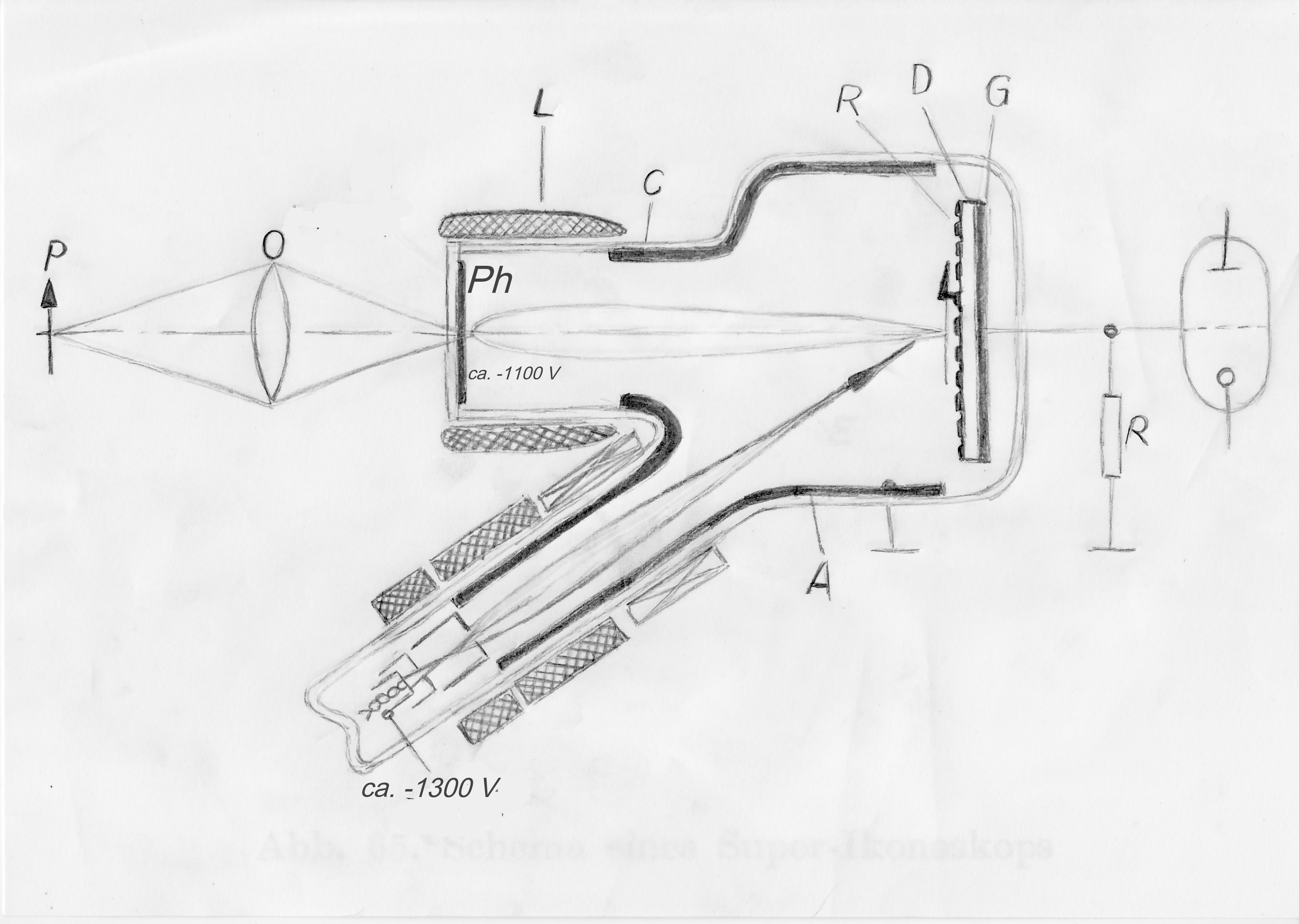
Schema eines Superikonoskops

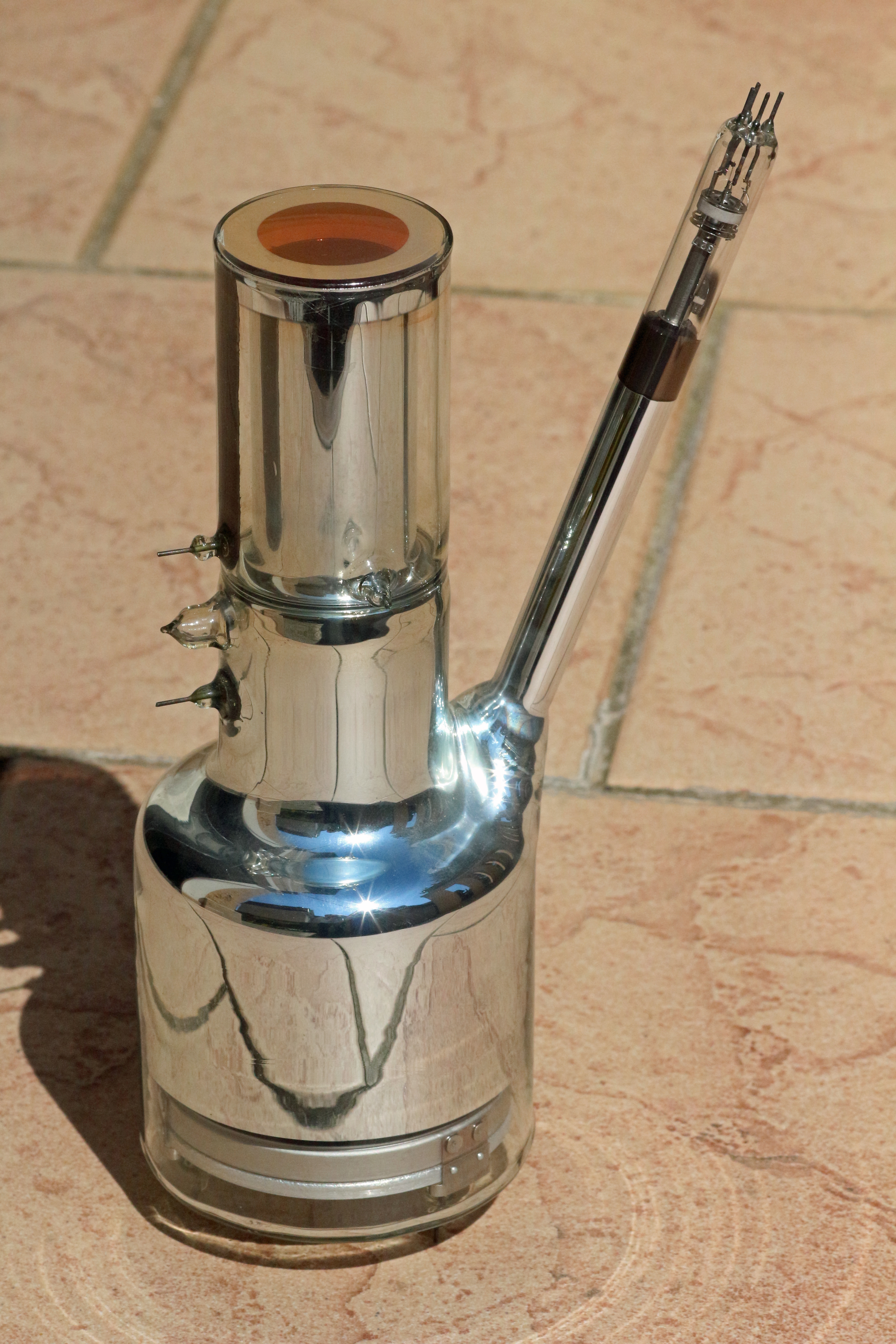
Superikonoskop ohne Ablenk- und Fokussierspulen

#### Superikonoskop
Das Superikonoskop unterscheidet sich vom normalen Ikonoskop durch die Trennung von Photokathode und Speicherschicht. Die Photokathode ist hier vor der Kondensatorzellenschicht angeordnet, das so erzeugte Ladungsbild wird elektronenoptisch auf die Speicherschicht projiziert. Das erhöht die Empfindlichkeit durch die Möglichkeit der Verstärkung (Beschleunigung) des Elektronenbildes durch externe Felder.

### Sondenröhre
Die von Philo Farnsworth entwickelte Sondenröhre erzeugt auch wiederum ein Ladungsbild auf einer Photokathode. Über eine geeignete Elektronenoptik wird dieses Ladungsbild komplett zeilenweise am Eingang eines Sekundärelektronenvervielfachers vorbeigeführt. Dort kann das bereits vorverstärkte Signal abgenommen werden.

### Orthikon
Das Orthikon hat wie das Ikonoskop auch eine Kondensatoranordnung aus lichtempfindlichem Material. Diese Anordnung ist allerdings halbdurchlässig für Licht und wird von beiden Seiten genutzt. Von vorn wird das optische Bild auf diese Anordnung projiziert und erzeugt so das Ladungsbild. Von der Rückseite tastet ein Elektronenstrahl dieses Ladungsbild in der vom Ikonoskop bekannten Weise ab.
Im Unterschied zum Ikonoskop wird dieser Elektronenstrahl durch geeignete Maßnahmen auf sehr geringe Geschwindigkeiten gebremst, sodass keine Sekundärelektronen aus der Photokathode herausgeschlagen werden. Dieser Elektronenstrahl wird nach der Abtastung der Kondensatorzellen wiederum abgelenkt und kehrt auf eine Anode in der Nähe der Kathode zurück. Dort kann das Signal abgenommen werden.

### Superorthikon
Diese außerhalb des deutschen Sprachraums als Image Orthicon bekannte Bildaufnahmeröhre trennt Photokathode und Speicherschicht, ähnlich wie beim Superikonoskop. Außerdem ist zwischen Photokathode und Speicherschicht, dicht vor der Speicherschicht, eine Art Gitter angeordnet, das die Bildung von Sekundärelektronen verhindern soll.
Eine dünne Glasplatte bildet die Rückseite der Speicherschicht, das Ladungsbild wird durch Influenz durch diese Platte hinweg ebenfalls durch einen langsamen und danach rückwärts abgelenkten Elektronenstrahl abgetastet. Statt auf eine normale Anode, wird dieser rückkehrende, modulierte Elektronenstrahl in einen Sekundärelektronenvervielfacher gelenkt.
Damit erreicht das Superorthikon eine gegenüber dem Ikonoskop etwa vierhundertfache Empfindlichkeit und lässt damit Bildaufnahmen auch bei trübem Wetter oder normaler Beleuchtung zu.

### Vidicon und Unterbauarten

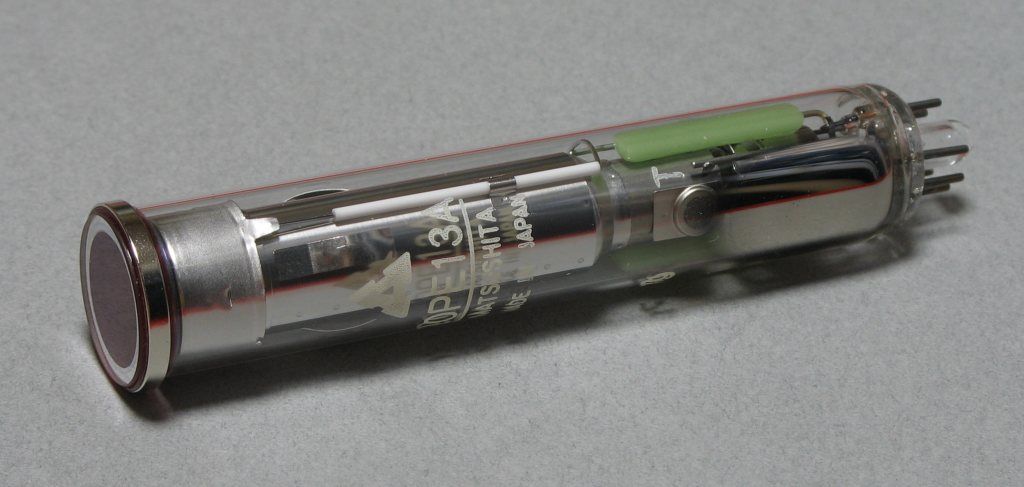
Vidicon aus japanischer Produktion

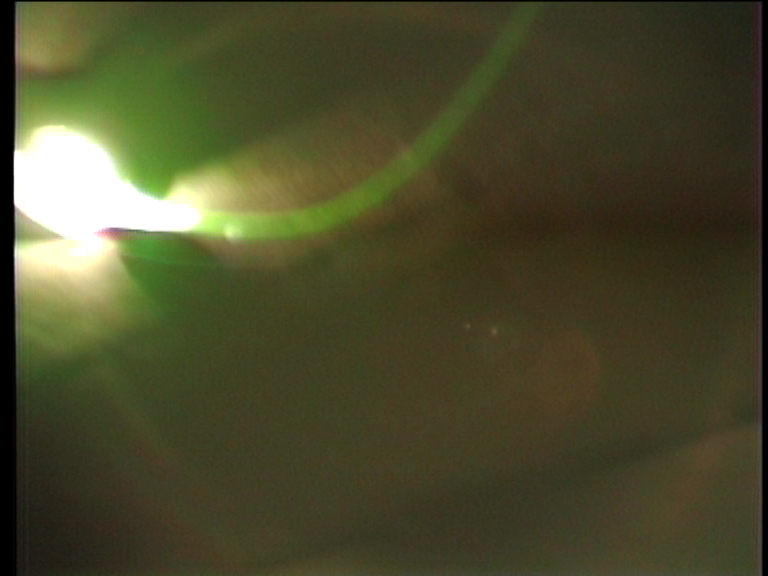
Nachzieheffekt („Comet tail“) einer Saticon-Kamera

Die durchscheinende Photokathode besteht beim Vidicon aus halbleitendem Material, dessen Widerstand sich durch Belichtung ändert. Bestreicht nun der abtastende Elektronenstrahl diese Halbleiterkathode, so schwankt dessen Strom aufgrund der unterschiedlichen Leitfähigkeit der mehr oder weniger stark belichteten Bereiche. In seiner klassischen, 1951 eingeführten Bauart arbeitet das Vidicon mit einer Photokathode aus Antimontrisulfid.
Durch Weiterentwicklungen konnten die Eigenschaften dieses Typs von Bildaufnahmeröhren erheblich verbessert werden. Das 1962 eingeführte Plumbicon mit einer Halbleiterschicht aus Bleioxid (PbO) brachte eine dramatische Verbesserung der Bildqualität, die den weiteren Einsatz des großen und kostspieligen Superorthikons erübrigte. Größere Verbreitung fand für Rundfunkzwecke auch das Saticon, eine 1973 eingeführte japanische Entwicklung, die eine Halbleiterschicht aus Selen mit Zusätzen von Arsen und Tellur verwendet. In Amateur- und Überwachungskameras verbreitet war das Newvicon, das sich durch eine besonders hohe Lichtempfindlichkeit auszeichnet, allerdings nicht die Bildqualität von Plumbicon und Saticon erreicht.

### Weitere Arten
- Das Isoskop, im medizinischen Bereich sehr verbreitet,
- das Graphechon arbeitet mit zwei Elektronenstrahlen, einem Abtast- und einem Löschstrahl, welche eine halbleitende Schicht von beiden Seiten bestreichen,
- das Eriskop, eine dem Ikonoskop verwandte Röhre.

## Geschichte
Erstmals praktisch realisiert wurden Fernsehkameras mit Bildaufnahmeröhren 1926 auf Grundlage des Ikonoskops.